# Ekspresjonizm

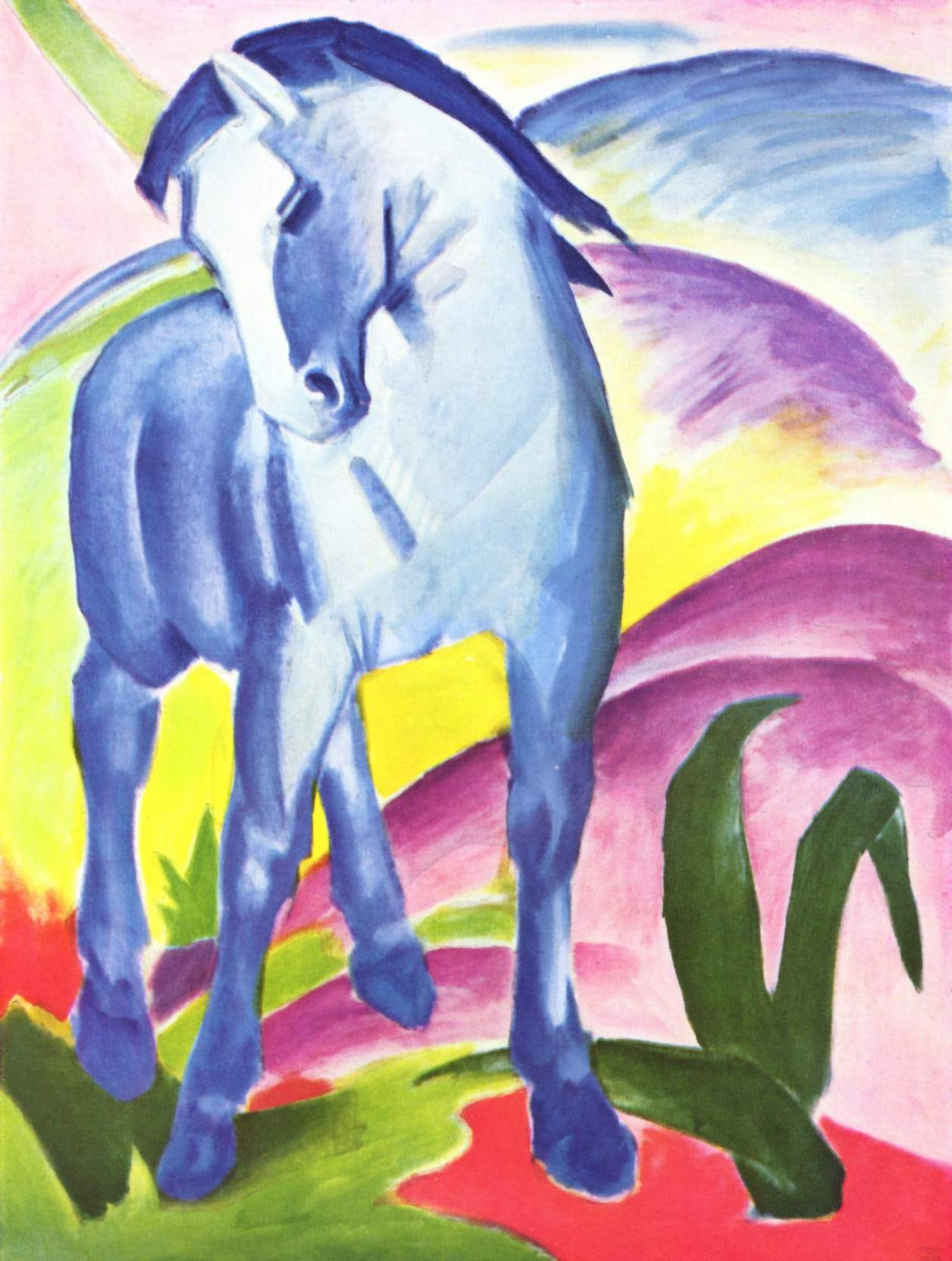
Franz Marc, Niebieski koń I (1911)

Ekspresjonizm (łac. expressio – „wyraz, wyrażenie”) – kierunek artystyczny w kulturze europejskiej i amerykańskiej I poł. XX wieku, obecny we wszystkich dziedzinach sztuki.
Termin „ekspresjonizm” po raz pierwszy został użyty w 1901 przez francuskiego malarza Julián-Auguste Hervé, który nazwał tak cykl swoich obrazów wystawionych w paryskim Salonie Niezależnych.
Kierunek był przeciwstawny impresjonizmowi, mimo że także odnosił się do wyrażania subiektywnych odczuć i wrażeń artysty.
Jednak źródłem tych wrażeń były zazwyczaj przykre, przygnębiające przeżycia, przesadnie przez twórcę przerysowane, często w sposób zaskakujący, gwałtowny, agresywny.
Ekspresjoniści dążyli do wydobycia zjawisk wyjątkowych, zniekształconych, patologicznych. Stosowali symbole skojarzeniowe, odwołujące się do mrocznych zakątków ludzkiej podświadomości. Przedstawiali zdeformowaną rzeczywistość, by przekazać subiektywną jej wizję.
Ta deformacja była najbardziej charakterystyczną cechą ekspresjonizmu. Dla jej osiągnięcia stosowano różne formy i środki wyrazu odpowiednie dla danej dziedziny sztuki. Zestawiano silne kontrasty osiągając intrygujące dysonanse barwne, brzmieniowe i znaczeniowe (sztuka, teatr, film, muzyka, literatura). Tworzono irracjonalne fabuły i groteskowe postaci w odrealnionych planach (sztuka, literatura, teatr, film). Konstruowano zwarte, zredukowane formy poprzez m.in. spłaszczenie perspektywy w malarstwie, kameralizację orkiestry, preferowanie mowy potocznej i tworzenie neologizmów, nadawanie pierwszoplanowej roli cieniom w filmie, odejście od zdobnictwa brył budynków i dekoracji teatralnych .

## Ekspresjonizm w malarstwie
Ekspresjonizm w sztuce rozwinął się  na początku XX wieku w Niemczech, ale korzeniami sięga do eksperymentów artystycznych wielkich twórców schyłku XIX wieku: Vincenta van Gogha, Edvarda Muncha, Jamesa Ensora i Paula Gauguina, których można określić mianem prekursorów ekspresjonizmu.
Najbardziej typową dla kierunku twórczość uprawiali Erich Heckel, Ernst Ludwig Kirchner, Emil Nolde, Karl Schmidt-Rottluff i Max Beckmann. Ich  obrazy były silnie skontrastowane pod względem barw, walorów i kształtów. Ekspresjoniści zrezygnowali z iluzji trójwymiarowej przestrzeni sugerowanej perspektywą, zastępując ją zestawieniami barw i kształtów. Stosowali paletę intensywnie nasyconych barw zestawionych nieharmonijnie, albo barw ciemnych i przybrudzonych. Dużą rolę pełniła czerń, potęgująca nastrój przygnębienia, negacji i rozpaczy.

## Ekspresjonizm w architekturze
W architekturze ekspresjonizm rozwijał się przede wszystkim w Niemczech. Osiągnął też pewne znaczenie w Holandii i krajach Europy Środkowej. Główną organizację ekspresjonistów stanowił krąg korespondencyjny Die Glāserne Kette (niem. „Szklany łańcuch”), zawiązany w 1919 przez członków rady artystów skupionych wokół Bruna Tauta.
Idee ekspresjonistów były silnie utopijne i anarchistyczne, wiązały się z wiarą w siłę sprawczą architektury szklanych domów i rewolucji. Głównym motywem architektonicznym miała stać się „korona miasta” – rodzaj wielkiego centrum kultury. Miasta miały zaś zostać zastąpione luźnymi osiedlami, których mieszkańcy mieli być ściśle związani z naturą.
Dla architektury ekspresjonizmu charakterystyczne było silne podkreślanie kierunku pionowego lub poziomego, tworzenie dynamicznych form w celu wywołania wrażenia strzelistości, nowoczesności, czy „prędkości” w jakiej budynek funkcjonuje. Plastyczne formy czerpano z natury, jak również nawiązywano do elementów gotyckich.

## Ekspresjonizm w muzyce
Przyjmuje się, że ekspresjonizm muzyczny trwał przez pierwsze ćwierćwiecze XX wieku, choć trudno wyznaczyć termin jego faktycznego zakończenia, jako że wciąż odradza się współcześnie .
Najpełniej przejawił się w twórczości dodekafonistów wiedeńskich – Arnolda Schönberga, Albana Berga i Antona Weberna. Obecny był także w kompozycjach Aleksandra Skriabina i Béli Bartóka, a współcześnie – w niektórych utworach Krzysztofa Pendereckiego i Witolda Lutosławskiego.
Charakterystycznymi cechami ekspresjonizmu były ostra dysonansowość, likwidacja centralizacji tonalnej, swobodny atonalizm. Zmieniła się całkowicie koncepcja formy – wypowiedź stała się aforystyczna, skrócona nawet do półtorej minuty. Nastąpiło odejście od motywów i fraz na rzecz dźwięków izolowanych, pozbawionych związków melodycznych. Więzi rytmiczne uległy istotnemu rozluźnieniu, wzbogacono natomiast wartości kolorystyczne w postaci rozbudowanych środków artykulacyjnych i dynamicznych.

## Ekspresjonizm w literaturze
Ekspresjonizm literacki pojawił się około 1910 w Niemczech i trwał do końca lat 20. Miał liczne odpowiedniki w literaturach narodowych Europy, ale nigdzie nie uzyskał takiego stopnia zaawansowania jak na niemieckim obszarze językowym. Często uważany jest za bunt przeciwko realizmowi i naturalizmowi, dążący do osiągnięcia rzeczywistości psychologicznej lub duchowej, a nie rejestrowania zdarzeń zewnętrznych w logicznej kolejności.
W powieści termin ten jest ściśle związany z twórczością Franza Kafki i Jamesa Joyce’a. Innymi przedstawicielami ekspresjonizmu w prozie są: Alfred Döblin, Franz Werfel, Max Brod, Klabund i Leonhard Frank. Twórczość liryczną reprezentują Georg Trakl, Else Lasker-Schüler, Georg Heym, Franz Werfel i Bertolt Brecht. Ich wiersze cechuje rytmizacja, dytyrambiczność, odchodzenie od reguł językowych. W dramacie za twórcę ekspresjonizmu uważany jest August Strindberg, chociaż termin „dramat ekspresjonistyczny” stosuje się raczej w odniesieniu do grupy dramaturgów niemieckich z początku XX wieku, w tym Georga Kaisera, Ernsta Tollera i Franka Wedekinda.

## Ekspresjonizm w teatrze
W teatrze ekspresjonizm zaistniał w Niemczech około 1910. Dojrzałość artystyczną osiągnął po I wojnie światowej, rozwijał się tam do około 1923 roku. Po tej dacie funkcjonował jeszcze w innych krajach, a pomysły inscenizatorskie i stylistyka ekspresjonistyczna były wykorzystywane przez twórców, związanych z innymi nurtami w teatrze nawet po II wojnie światowej.
Ekspresjoniści całkowicie zerwali z realistyczną scenografią. Pojawiły się stylizowane kubistyczne dekoracje (bryły geometryczne, kotary, schody, podesty). Ważnym elementem były efekty świetlne, które kreowały nastrój na scenie (np. jaskrawe czerwone lub białe światło jako czynnik pobudzający emocje widza). Inscenizatorzy eksperymentowali z wykorzystaniem nowoczesnych technik na scenie, próbując na przykład włączyć do spektaklu sekwencje filmowe.
Grę aktorską cechował silny antypsychologizm. Dążono do osiągnięcia uczuciowej transcendencji. Ruchy aktora były gwałtowne, choreografia silnie stylizowana, gra dynamiczna, charakteryzująca się napięciem mięśni i sztywnością ciała. Głos nienaturalnie modulowano, aż osiągał ochrypłe staccato lub zamieniał się we wrzask.

## Ekspresjonizm w filmie
Początki ekspresjonizmu filmowego sięgają 1913, kiedy to powstał Student z Pragi w reżyserii Stellana Rye. Jednak właściwy rozwój kierunku rozpoczął się w 1919, wraz z Gabinetem doktora Caligari Roberta Wiene'a. Autorami scenografii do tego filmu byli trzej malarze ekspresjoniści: Walter Reimann, Hermann Warm i Walter Röhrig. Stworzyli oni wystylizowane płaszczyzny, świadomie deformujące rzeczywistość, pełne krzywizn i załamań perspektywy. Efekt plastyczności dopełniała malarska kontrastowość czerni i bieli.
Twórcy ekspresjonistyczni w pełni docenili możliwości ekranu, traktując go – jak malarze płótno – jako przestrzeń do świadomego zapełnienia. Ich wizytówką stała się niezwykła umiejętność kompozycji kadru. Ekspresjonistów wcale nie interesował montaż, czasami filmy wydawały się być statycznymi, bowiem była to zwykła zmiana zdjęć. Firmowym znakiem ekspresjonizmu okazały się cienie przedmiotów i ludzi.
W estetyce kina ekspresjonistycznego niepoślednią rolę odegrał Max Reinhardt i jego teatralne koncepcje, które miały wpływ na twórczość Fritza Langa i Friedricha Wilhelma Murnau, uznawanych za najwybitniejszych przedstawicieli niemieckiego ekspresjonizmu filmowego.